# Floatender Punktwert
Der floatende Punktwert (englisch to float, schweben, schwanken) ist ein Begriff aus der standespolitischen Laiensprache. Man versteht darunter in der gesetzlichen Krankenversicherung einen variablen Punktwert, der von der Gesamtleistungsmenge eines Arzt- bzw. Psychotherapeutenkollektivs abhängt.

## Honorarberechnung
Der Wert jeder ärztlichen oder Psychotherapeutischen Leistung ist durch eine ihr zugeordnete Punktmenge (Bewertungszahl) bestimmt. Das Honorar, das ein Vertragsarzt, Vertragspsychotherapeut oder Vertragszahnarzt erhält, errechnet sich theoretisch aus der Multiplikation der Bewertungszahl einer Leistung gemäß dem Einheitlichen Bewertungsmaßstab für ärztliche bzw. psychotherapeutische Leistungen (EBM) mit dem Punktwert. Dieses Honorar ist jedoch kein garantiertes Honorar, sondern hängt von dem den Krankenkassen zur Verfügung stehenden Honorarvolumen aus dem Gesundheitsfonds ab. Dieses Honorarvolumen darf in der Regel nicht überschritten werden, da insbesondere im ärztlichen bzw. psychotherapeutischen Bereich das Primat der Beitragssatzstabilität gemäß § 71 SGB V gilt. Als Steuerungsinstrument gegen eine drohende Überschreitung des zur Verfügung stehenden Honorarvolumens erlassen die Kassenärztlichen Vereinigungen im Benehmen mit den Krankenkassen jeweils einen länderspezifischen Honorarverteilungsmaßstab.

## Gesamtvergütungsobergrenze
Würde die Gesamtvergütungsobergrenze bei einer Auszahlung des vereinbarten Punktwerts auf Grund einer Steigerung der gesamten Leistungsmenge eines Arzt- oder Psychotherapeutenkollektivs überschritten werden, dann wird der Punktwert proportional zur Mengensteigerung abgesenkt. Nachdem die Leistungsmenge erst nach der Endabrechnung eines Jahres feststeht, kann der endgültige Punktwert erst im Nachhinein, meist zur Mitte des Folgejahres, errechnet werden. Bis dahin erhält der Arzt bzw. Psychotherapeut geschätzte Abschlagszahlungen von seiner Kassenärztlichen Vereinigung und er weiß während der Leistungserbringung nicht, welches Honorar er für die erbrachten Leistungen schlussendlich tatsächlich erhält.

## Kritik
Das Primat der Beitragssatzstabilität, das zum „floatenden Punktwert“ geführt hat, berücksichtigt einerseits nicht einen gegebenenfalls gestiegenen Behandlungsbedarf der Versicherten und andererseits auch nicht gestiegene Arzt- bzw. Psychotherapeutenzahlen. Eine Negativwirkung ist, dass der floatende Punktwert zu einem „Hamsterradeffekt“ im Sinne einer Metapher führt: Er bewirkt eine Leistungsmengeausweitung, weil jeder betroffene Arzt oder Psychotherapeut versucht, die Kürzungen durch ein Erbringen von immer mehr Leistungen zu kompensieren, was zu einem weiteren Leistungsmengenanstieg führt, was zu einer weiteren Absenkung des Punktwerts führt.